# Acanthodactylus tristrami
Acanthodactylus tristrami är en ödla i släktet fransfingerödlor som förekommer i västra Asien. Artepitet i det vetenskapliga namnet hedrar den engelska ornitologen Henry Baker Tristram.
Kännetecknande är en stor öronöppning. Fjällen på svansen är platta.
Arten lever i västra Jordanien, västra Syrien och norra Libanon. Den förväxlas ofta med Acanthodactylus orientalis och därför är utbredningsområdets gräns oklar. Ödlan vistas i torra stäpper och halvöknar med glest fördelade buskar. Ibland besöks jordbruksmark. Honor lägger ägg.
Beståndadet påverkas av betande djur som trampar marken fast. Hela populationen anses vara stor. IUCN listar arten som livskraftig (LC).